# Hydrotriche bryoides
Hydrotriche bryoides är en grobladsväxtart som beskrevs av A. Raynal-roques. Hydrotriche bryoides ingår i släktet Hydrotriche och familjen grobladsväxter. Inga underarter finns listade i Catalogue of Life.